# Municipio de Medina City
El municipio de Medina City (en inglés: Medina City Township) es un municipio ubicado en el condado de Medina en el estado estadounidense de Ohio. En el año 2010 tenía una población de 26659 habitantes y una densidad poblacional de 929,15 personas por km².

## Geografía
El municipio de Medina City se encuentra ubicado en las coordenadas 41°8′6″N 81°52′1″O / 41.13500, -81.86694. Según la Oficina del Censo de los Estados Unidos, el municipio tiene una superficie total de 28.69 km², de la cual 28.16 km² corresponden a tierra firme y (1.84%) 0.53 km² es agua.

## Demografía
Según el censo de 2010, había 26659 personas residiendo en el municipio de Medina City. La densidad de población era de 929,15 hab./km². De los 26659 habitantes, el municipio de Medina City estaba compuesto por el 93.29% blancos, el 3.14% eran afroamericanos, el 0.09% eran amerindios, el 0.9% eran asiáticos, el 0.02% eran isleños del Pacífico, el 0.47% eran de otras razas y el 2.1% pertenecían a dos o más razas. Del total de la población el 1.8% eran hispanos o latinos de cualquier raza.